# Triplectides beccarinus
Triplectides beccarinus är en nattsländeart som beskrevs av Navás 1933. Triplectides beccarinus ingår i släktet Triplectides och familjen långhornssländor. Inga underarter finns listade i Catalogue of Life.